# Juhar
A juhar vagy juharfa (Acer) a szappanfavirágúak (Sapindales) rendjébe és a szappanfafélék (Sapindaceae) családjába tartozó nemzetség mintegy 200 fajjal.
Tudományos neve (Acer) a latin nyelvből származik, jelentése „éles”, ami a levelek jellegzetes csúcsaira utal, és először a francia botanikus, Joseph Pitton de Tournefort használta a növényre 1700-ban.

## Elterjedése
Főleg az északi félteke mérsékelt éghajlatú területein terjedt el. A legtöbb faja Kínában él.
A Kárpát-medencében őshonos faj a korai juhar (Acer platanoides), a tatár juhar (Acer tataricum), a hegyi juhar (Acer pseudoplatanus) és a mezei juhar (Acer campestre), illetve ennek egy endemikus változata, a mátrai juhar (Acer campestre var. acuminatilobum). Az őshonos fajokon kívül gyakori az Amerikából származó inváziós faj, a kőrislevelű juhar (Acer negundo).

## Megjelenése, felépítése
Fajai kis fák vagy cserjék. Keresztben átellenesen álló leveleik alakja változatos, de jellemzően tenyeresen karéjosak vagy páratlanul szárnyaltak, a levélnyéltől sugárirányban 45°-os szögeket bezárva öt karéjhoz öt ér vezet. A virágok redukáltak, gyakori a szélmegporzás. A porzók két körben helyezkednek el, számuk körönként öt, olykor csak négy. Termésük jellegzetes repítőkészülékkel ellátott, csomókban vagy fürtökben álló ikerlependék.

## Felhasználása
Faanyagának, főleg a hegyi juharénak (Acer pseudoplatanus), külön neve van: jávor.
A juharfából juharszirup nyerhető, erre leginkább a cukorjuhar (Acer saccharum), a vörös juhar (Acer rubrum) és a fekete juhar (Acer nigrum) alkalmas.

## Rendszerezés
A juhar nemzetséget majdnem minden rendszerező a nemzetségről elnevezett önálló családba (Aceraceae) sorolta, az APG osztályozás azonban beolvasztotta a családot a szappanfafélék (Sapindaceae) családjába.

## A kultúrában

Kanada zászlaja

A juharfalevél 1996. április 25. óta hivatalosan is Kanada nemzeti jelképe.

## Képek

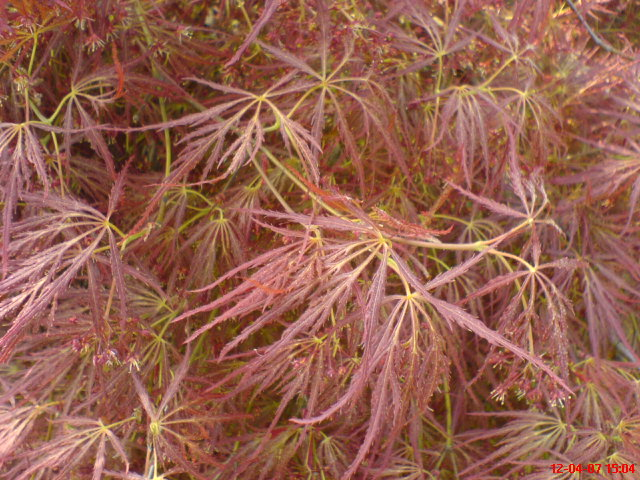
Ujjas juhar (Acer palmatum) levelei.
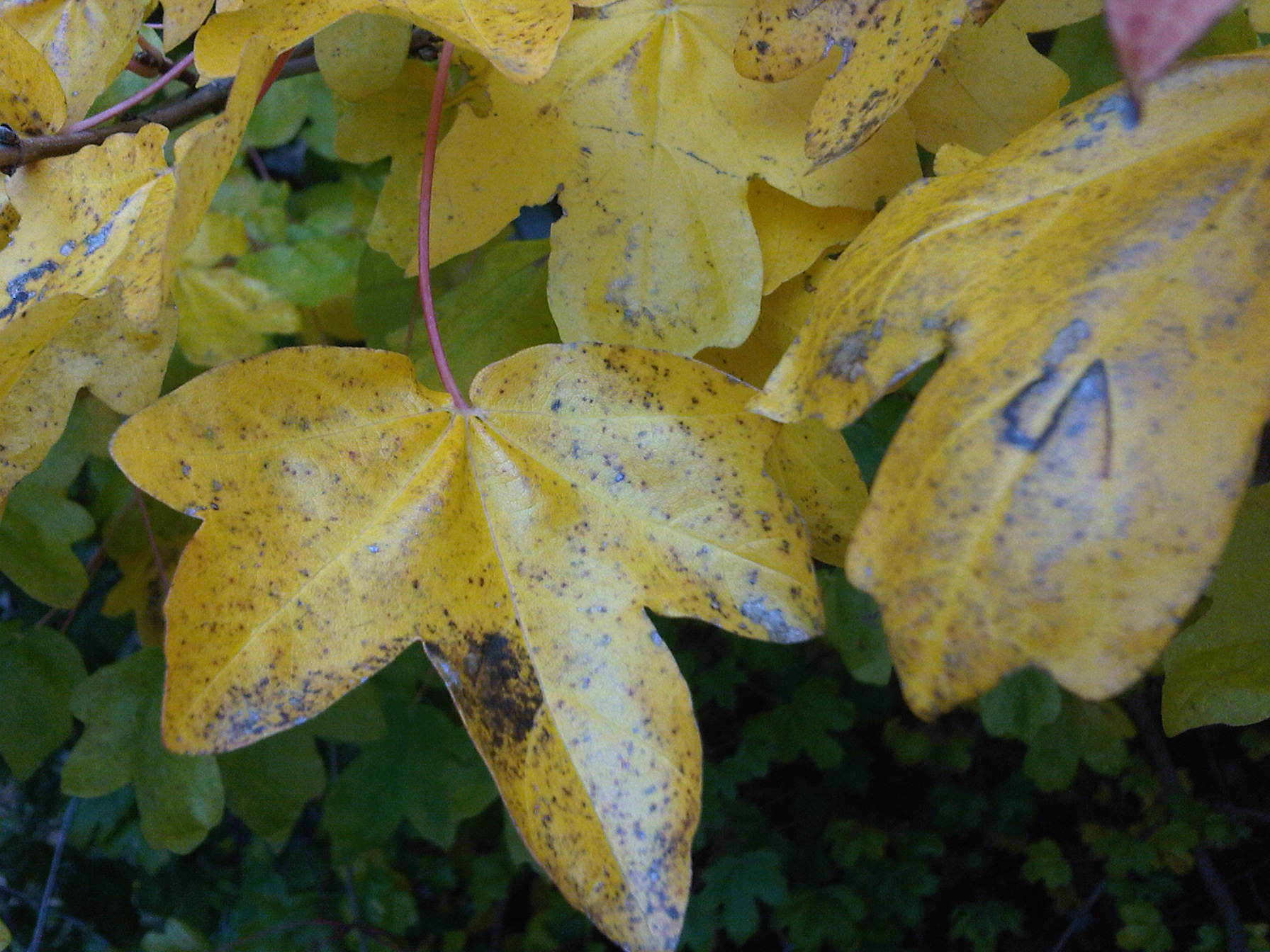
Mezei juhar (Acer campestre) levelei őszi színekben.
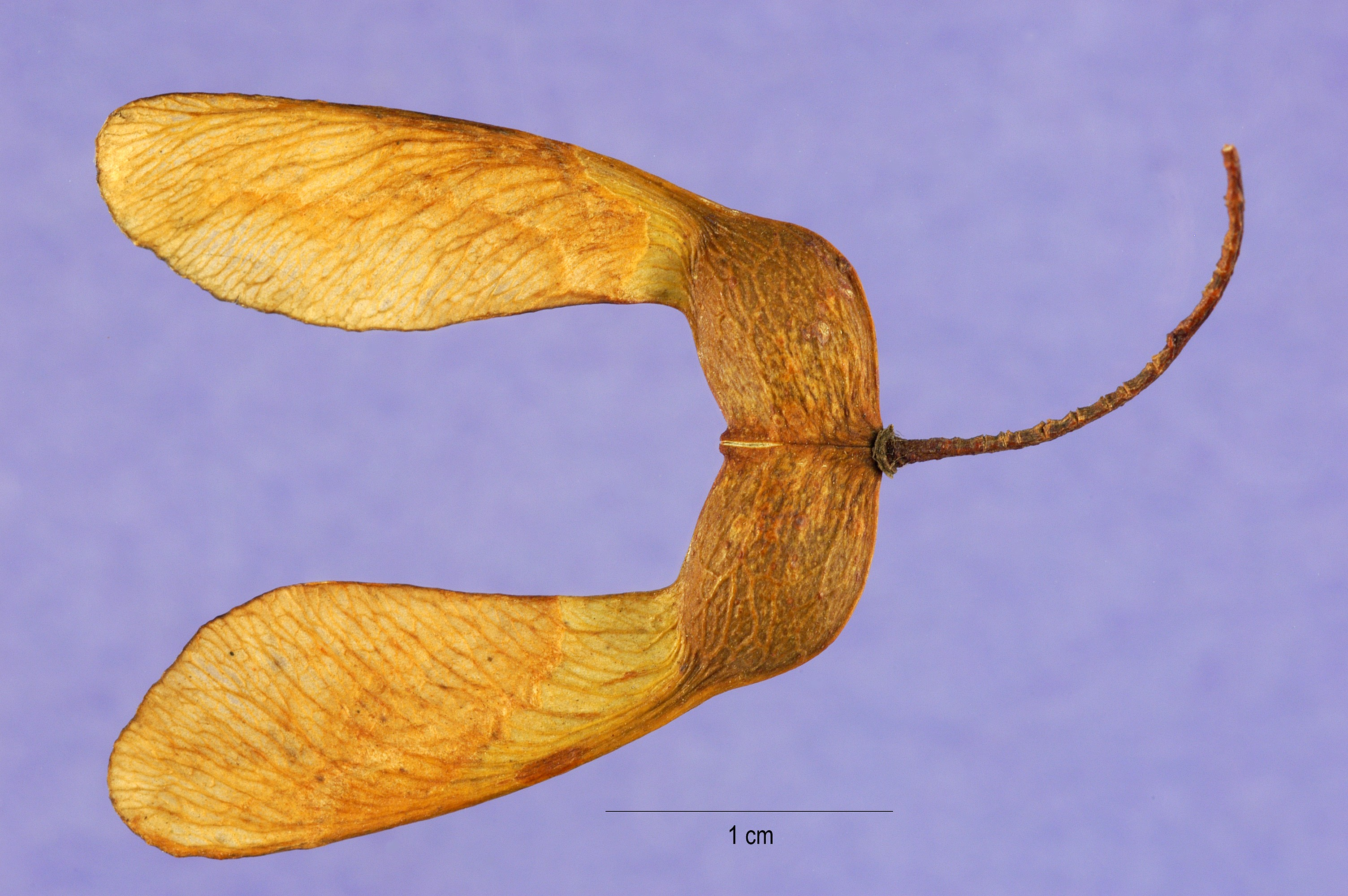
Cukorjuhar (Acer saccharum) páros lependéke.
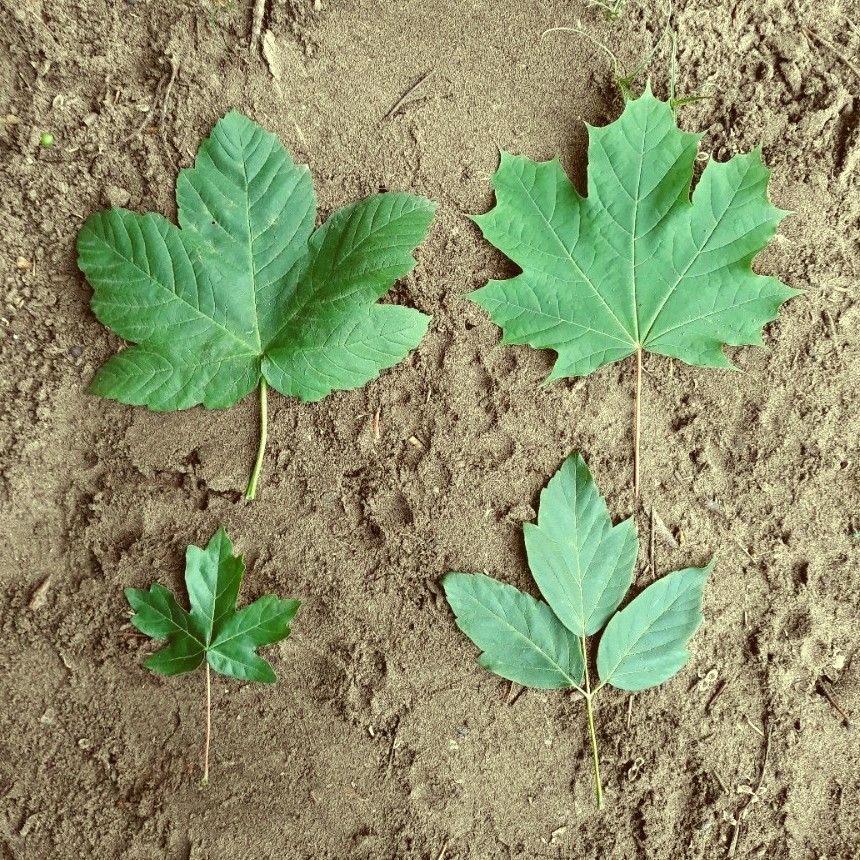
A Magyarországon legelterjedtebb juharfajok: a hegyi juhar, a korai juhar, a mezei juhar, a kőrislevelű juhar levelei.